# 地图可视化
地图可视化是现代地图学的一个核心内容。它将数据或者数据分析的结果形象化地表现在数字地图上，帮助使用者理解数据的规律和趋势。地图可视化是数据可视化的一个分支。